# Assi Youcef
Assi Youcef (în arabă أسى يوسف) este o comună din provincia Tizi Ouzou, Algeria.
Populația comunei este de 14.789 de locuitori (2008).